# Liste künstlicher Objekte auf dem Merkur

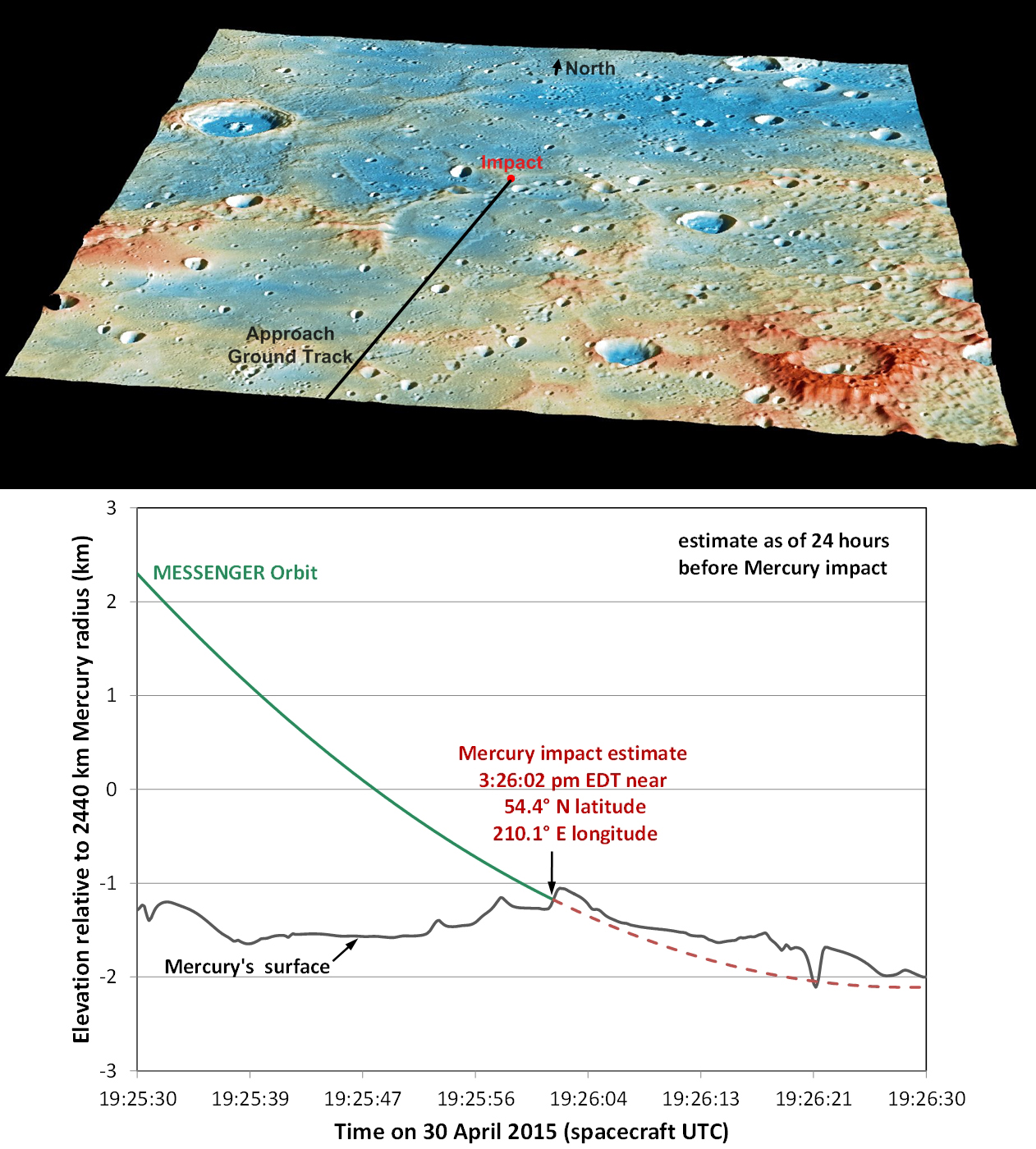
Berechneter Einschlag von Messenger auf dem Merkur

Die Liste künstlicher Objekte auf dem Merkur enthält Objekte, die von der Erde auf die Merkuroberfläche gebracht wurden. Sie enthält keine kleineren Gegenstände wie Fallschirme oder Hitzeschutzschilde (welche bei der bislang einzigen aufgeführten Merkursonde allerdings nicht vorhanden waren).
Die nächste Merkurmission ist mit BepiColombo im Rahmen einer Kooperation von ESA und JAXA geplant. Der Start erfolgte am 20. Oktober 2018.
| Objekt    | Land        | Landung        | Masse (kg) | Position                    | Bemerkung                                                                        | Bild |
| --------- | ----------- | -------------- | ---------- | --------------------------- | -------------------------------------------------------------------------------- | ---- |
| Messenger | USA ( NASA) | 30. April 2015 | 485        | 54° 24′ 0″ N, 149° 54′ 0″ W | Bewusst herbeigeführter harter Aufschlag nach vollständigem Treibstoffverbrauch. |      |